# 金调顺
金调顺（1975年6月13日—）是一名韩国前女子射箭运动员。她在1996年亚特兰大夏季奥林匹克运动会中联同队友获得女子射箭团体金牌。她也参加了1998年亚洲运动会。